# Jani Tanska
Jani Tanska (Anjalankoski, 29 luglio 1988) è un ex calciatore finlandese, di ruolo difensore.

## Carriera

### Club
Tanska fece parte della formazione Academy del Charlton, per poi tornare in patria, nel MyPa. Giocò poi in prestito nei norvegesi del Lyn Oslo, senza mai giocare un incontro ufficiale.
Vestì poi le maglie di PP-70, KooTeePee, Jaro, VPS, TPS e FC Lahti. Nel 2015 per un breve periodo approdò in Svezia all'Assyriska.

### Nazionale
Tanska giocò 9 partite per la Finlandia under 21, l'ultima delle quali nel 2010. Nel 2013 giocò un incontro con la Nazionale maggiore.

## Palmarès
- Liigacup: 1

Lahti: 2016